# 円城塔
円城 塔（えんじょう とう、本名：非公表、男性、1972年〈昭和47年〉9月15日 - ）は、日本の小説家。ペンネームは、複雑系の研究者である金子邦彦の書いた短篇小説「進物史観」に登場する物語生成プログラムの一つ「円城塔李久」に由来する。公式のローマ字表記はEnJoeToh。

## 来歴・人物
北海道札幌市出身。札幌市立啓明中学校、北海道札幌南高等学校を経て、東北大学理学部物理第二学科に入学。大学生時代はSF研究会（現・東北大学SF・推理小説研究会）に所属。この時期の東北大学には、薬学研究科に瀬名秀明、文学研究科に佐藤賢一、法学部に伊坂幸太郎、理学部に松崎有理など、後に小説家となる人物が複数在学していた。
1995年に東北大学を卒業、以降は物理学ではなく学際的な領域に専攻を変え、2000年に東京大学大学院総合文化研究科博士課程を修了、博士（学術）の学位を取得した。
北海道大学、京都大学、東京大学で博士研究員として働く。34歳の時、次年度の研究費と給料を得る見込みがなくなり転職を決意。2007年より有限会社シングラムのウェブ・エンジニアとなる。2008年10月に退職し、専業作家となる。
研究の合間を縫って書き溜めていた原稿を指導教官の金子邦彦に見せたところ、金子から小松左京賞か日本ファンタジーノベル大賞に応募するよう勧められた。それをきっかけに、2006年（平成18年）の第7回小松左京賞に応募し、「Self-Reference ENGINE」で最終候補作となるが落選。同作を早川書房に持ち込みしたところ、当時『S-Fマガジン』編集長の塩澤快浩に認められ、2007年（平成19年）に刊行されて小説家としてデビュー。まったく同じ経緯で『虐殺器官』が刊行された伊藤計劃と、この時から親交を結び、のちに共作を行うようになる。
2007年（平成19年）、『パリンプセストあるいは重ね書きされた八つの物語』で第50回群像新人文学賞第二次選考通過。同年『オブ・ザ・ベースボール』で第104回文學界新人賞受賞、同作品で第137回芥川龍之介賞候補となる。2010年（平成22年）、『烏有此譚』で第23回三島由紀夫賞候補、第32回野間文芸新人賞受賞。2011年（平成23年）、『これはペンです』で第145回芥川賞候補。同年、第3回早稲田大学坪内逍遙大賞奨励賞を受賞。2012年（平成24年）、『道化師の蝶』で第146回芥川龍之介賞受賞。東北大学出身の芥川賞作家は、北杜夫以来で2人目。同年、咲くやこの花賞（文芸その他部門）受賞。同年、『屍者の帝国』（伊藤計劃との共著）で第33回日本SF大賞特別賞、第44回星雲賞日本長編部門受賞。
2013年、フィリップ・K・ディック賞に『Self-Reference ENGINE』（英語訳:Terry Gallagher）がノミネートされた。日本語からの英訳作品としては2010年の伊藤計劃に続き2人目のノミネートとなる。2014年4月19日、同賞の次点に当たる特別賞に選ばれた。2017年、「文字渦」で第43回川端康成文学賞受賞。『屍者の帝国』でSUGOI JAPAN Award2016」（エンタメ小説部門第1位）を受賞。2019年、『文字渦』で第39回日本SF大賞受賞。2025年、『コード・ブッダ』で第76回（2024年度）読売文学賞（小説賞）を受賞。
2025年、北海道新聞文学賞（創作・評論部門）の選考委員に就任（同年1月に死去した李恢成の後任）。

## 作風
SFや前衛文学などの意匠が混在する作風である。独特の論理展開、奇妙な理論を真面目に突き詰める文章が特徴のひとつである。『つぎの作者につづく』、『烏有此譚』、『後藤さんのこと』などの作品には注釈やカラーリングなどの奇妙な仕掛けを用いており、日経エンタテインメント!は、「数理的小説の第一人者」と称した。芥川賞選考委員の黒井千次は「普通の小説とは違っている。読んで楽しい、面白い、ハラハラするという小説ではありません。一種のフィクション論ではないかと」、「それ（＝芥川賞選考の際に評価された点）を説明すること自体が難しい小説」と評した。
大学院で論文を通じて、文章に書くことに慣れたと自認している。「僕が研究している物理学の分野は、論文という思い付きを主張しているようなところもあったんです。研究を進めるなかで思いついたネタのうち、論文に膨らませられなかったものを小説にしているような気がしますね」と発言している。
影響を受けた作家として安部公房を挙げている。またほぼ同世代・同時期にデビューして早世した伊藤計劃について「大変優れた書き手であって、大変僕も影響を受けた作家」と語り、伊藤が遺した約30枚の未完成原稿を引き継いで完結させる意思を表明していたが、その作品は『屍者の帝国』として2012年8月に出版された。

## 人物
妻はホラー作家の田辺青蛙（2010年に結婚）。妻のペンネームにちなんで、カエルのピンを身につけている。以前は東京で一人暮らしをしていたが、結婚を機に近畿地方へ転居し、現在は大阪市都島区に在住。アイドルグループNMB48チームMメンバーの堀詩音は親類。

## 作品一覧

### 単行本
- 『Self-Reference ENGINE』[14]（2007年5月、ハヤカワSFシリーズ Jコレクション / 2010年2月、ハヤカワ文庫JA[15]）
  - Bobby-Socks（文庫のみ収録）
  - Coming Soon（文庫のみ収録）
- 『Boy's Surface』[16]（2008年1月、ハヤカワSFシリーズ Jコレクション / 2011年1月、ハヤカワ文庫JA[17]）
  - Boy's Surface[18]（『S-Fマガジン』2007年9月号、早川書房）
  - Goldberg Invariant
  - Your Heads Only（『S-Fマガジン』2007年11月号、早川書房）
  - Gernsback Intersection
  - What is the Name of This Rose?（文庫のみ収録）
- 『オブ・ザ・ベースボール』[19]（2008年2月、文藝春秋 / 2012年4月、文春文庫）
  - オブ・ザ・ベースボール（『文學界』2007年6月号）
  - つぎの著者につづく（『文學界』2007年11月号） - 単行本版では詳細な脚注が付されている
- 『烏有此譚』[20]（2009年12月、講談社）
  - 烏有此譚（『群像』2008年5月号）に注を加筆。
- 『後藤さんのこと』[21]（2010年1月、早川書房〈想像力の文学〉 / 2012年3月、ハヤカワ文庫JA）
  - 後藤さんのこと（『エクス・ポ』第1号 - 第6号、HEADZ、2007年12月 - 2008年10月）
  - さかしま（『サイエンス・イマジネーション』、NTT出版、2008年8月） - 初出：webマガジン『トルネードベース』[22]
  - 考速（『早稲田文学2』、太田出版、2008年12月）
  - The History of the Decline and Fall of the Galactic Empire（『S-Fマガジン』2008年4月号、早川書房）
  - ガベージコレクション（『思想地図 Vol.3 特集・アーキテクチャ』、NHK出版、2009年）
  - 墓標天球（S-Fマガジン2009年5月増刊号『STRANGE FICTION』、早川書房）
  - "INDEX"「■目次」（2008年にサイン会で配布された短篇に変更を加えたもの）を帯に収録。裏表をコピーして切ると豆本の体裁になる。（文庫では巻末折り込み付録として収録）
- 『これはペンです』[23]（2011年9月、新潮社 / 2014年2月、新潮文庫）
  - これはペンです（『新潮』2011年1月号、新潮社）
  - 良い夜を持っている（『新潮』2011年9月号、新潮社）
- 『道化師の蝶』（2012年1月、講談社 / 2015年、講談社文庫[24]）
  - 道化師の蝶（『群像』2011年7月号、講談社）
  - 松ノ枝の記（『群像』2012年2月号、講談社）
  - 解説（鴻巣友季子）- 文庫にのみ収録
- 『バナナ剥きには最適の日々』（2012年4月、早川書房 / 2014年3月、ハヤカワ文庫JA[25]）
  - 祖母の記録（『モンキービジネス』Vol.3.5、ヴィレッジブックス、2008年11月 / 柴田元幸編『短編集』、ヴィレッジブックス、2010年4月）
  - バナナ剥きには最適の日々（『SF本の雑誌』、本の雑誌社、2009年）
  - エデン逆行（『S-Fマガジン』2010年2月号、早川書房）
  - パラダイス行（『真夜中』第9号、2010年、リトルモア）
  - AUTOMATICA（『界遊004』、2010年、KAI-YOU）
  - Jail Over （『Fの肖像 フランケンシュタインの幻想たち 異形コレクション』、光文社、2010年）
  - equal （agraphのアルバム『equal』添付ブックレット、キューンレコード、2010年）
  - 捧ぐ緑（『モンキービジネス』Vol.12、ヴィレッジブックス、2011年）
  - 墓石に、と彼女は言う（『界遊005』2011年、KAI-YOU）
  - コルタサル・パス（『S-Fマガジン』2013年4月号、早川書房）- 文庫にのみ収録
- 『屍者の帝国』（伊藤計劃と共著）（2012年8月、河出書房新社 / 2014年11月、河出文庫[26]）
- 『シャッフル航法』[27]（2015年8月、河出書房新社 NOVAコレクション / 2018年9月、河出文庫）
  - Beaver Weaver（『NOVA 1 書き下ろし日本SFコレクション』、河出書房新社、2009年）
  - 犀が通る（『NOVA3』、河出書房新社、2010年）
  - 内在天文学（『The Future Is Japanese』、早川書房、2012年） - 初出は英語訳（Terry Gallagher (trans.), "Endoastronomy", The Future Is Japanese, VIZ Media, 2012）
  - (Atlas)3（『NOVA10 書き下ろし日本SFコレクション』、河出書房新社、2013年）
  - イグノラムス・イグノラビムス（『SF宝石』、光文社、2013年）
  - Printable（『GRANTA JAPAN with 早稲田文学 01』、早川書房、2014年）
  - つじつま（『第53回日本SF大会なつこん記念アンソロジー 夏色の想像力』、夏色草原社、2014年） - 初出は英語訳（David Boyd (trans.), "Time Together", 2014 PEN World Voices Online Anthology, PEN American Center, 2014) 
  - ∅（『書き下ろし日本SFコレクションNOVA+ バベル』、河出書房新社、2014年）
  - リスを実装する（Kindle Singles, 2015年）
  - シャッフル航法 (『現代詩手帖』2015年5月号、思潮社)
- 『エピローグ』[28]（2015年9月、早川書房 / 2018年2月、ハヤカワ文庫JA）
  - エピローグ（『S-Fマガジン』2014年4月号 - 2015年6月号、早川書房）
- 『プロローグ』[29]（2015年11月、文藝春秋 / 2018年2月、文春文庫）
  - プロローグ（『文學界』2014年5月号 - 2015年5月号、文藝春秋）
- 『読書で離婚を考えた』（2017年6月、幻冬舎 / 2020年2月、幻冬舎文庫）
  - 田辺青蛙との共著
- 『文字渦』[30]（2018年7月、新潮社 / 2021年1月、新潮文庫）
- 『ゴジラ S.P ＜シンギュラポイント＞』[31]（2022年7月、集英社）
- 『ムーンシャイン』[32]（2024年7月、東京創元社）
  - パリンプセストあるいは重ね書きされた八つの物語（『虚構機関 年刊日本SF傑作選』、創元SF文庫、2008年12月）
  - ムーンシャイン（『超弦領域 年刊日本SF傑作選』、創元SF文庫、2009年6月 / 『日本SFの臨界点［恋愛篇］ 死んだ恋人からの手紙』、ハヤカワ文庫JA、2020年7月）
  - 遍歴（『ミステリーズ!』vol.84 AUGUST 2017、東京創元社）
  - ローラのオリジナル（『紙魚の手帖』vol.12 AUGUST 2023、東京創元社）
- 『コード・ブッダ 機械仏教史縁起』[33]（2024年9月、文藝春秋）
  - 機械仏教史縁起（『文學界』2022年2月号 - 2023年12月号、文藝春秋）

### アンソロジー収録作品
- 死して咲く花、実のある夢（『神林長平トリビュート』早川書房、2009年11月） - 神林長平へのトリビュート作品集。神林の同題作品のリメイク。
- ランドセル 金網 祖母（『怪談実話 FKB話 饗宴』、竹書房文庫、2011年4月）
- セラエノ放逐（『邪神宮』、学研、2011年4月）
- ドア 細道 えんどう豆（『怪談実話 FKB 饗宴2』、竹書房文庫、2011年11月）
- Twitter小説集 140字の物語（共著）（2009年11月、ディスカヴァー・トゥエンティワン、 ISBN 978-4-88759-750-1）
  - EnJoe140抜粋、および書き下ろし
- あるなし三話（『怪談実話系/魔 書き下ろし文芸競作集』、MF文庫ダ・ヴィンチ、2013年2月）
- 〈ゲンジ物語〉の作者、〈マツダイラ・サダノブ〉（『アステロイド・ツリーの彼方へ 年間日本SF傑作選』、創元SF文庫、2016年6月）
  - 2015年9月2日の『シャッフル航法』出版記念トーク&サイン会にて配布された特製小冊子が初出。のち、『新潮』2016年1月号に再録された。
- 手帖から発見された手記（『小説の家』、新潮社、2016年7月）
  - 『美術手帖』2010年4月号（美術出版社）が初出。
- リアルタイムラジオ（『ヴィジョンズ』、講談社、2016年10月）
- Shadow.net（『攻殻機動隊アンソロジー』、講談社、2017年3月）
- 魔の王が見る（『AIとSF2』、ハヤカワ文庫JA、2024年11月）

### 単行本未収録作品
短編小説
- 物語《GC Equation》（『科学』2008年4月号、岩波書店）
- いわゆるこの方程式に関するそれらの性質について（『すばる』2008年6月号、集英社）
- ベビーロイド（『ユリイカ』2008年12月臨時増刊号、青土社）
- 太歳通信（『ユリイカ』2009年3月号、青土社）
- 四角い円（『文學界』2009年5月号、文藝春秋）
- 豊穣の角（『國文學』2009年6月臨時増刊号、學燈社）
- 三人兄弟三人姉妹（『ユリイカ』2010年2月号、青土社）
- マグニチュード（『文學界』2011年1月号、文藝春秋）
- Silverpoint（東日本大震災チャリティ・コンテンツ、早稲田文学会、2011年）
- ななし（『小説宝石』2011年9月号、光文社）
- Four Seasons 3.25（『S-Fマガジン』2012年4月号、早川書房）
- お父さんの娘 （『IHIブランドサイト 空想ラボラトリー』、株式会社IHI、2014年）
- お返事が頂けなくなってから（『文藝』2014年秋季号、河出書房新社）
- 十二面体関係（『小説トリッパー』2015年夏号、朝日新聞出版）
- やつがしら（『Kindle Single』2016年6月、東京創元社）
- 世界でもっとも深い迷宮（『Kindle Single』2016年11月）
- チュートリアル（『Kindle Single』2018年8月、Amazon Publishing）
- わたしたちのてばなしたもの（『群像』2019年2月号、講談社）
- この小説の誕生（『群像』2020年8月号、講談社）
- 距離のふたり（『群像』2021年2月号、講談社）
- レンダリング・タイムカプセル（『群像』2023年2月号、講談社）
- 見張りたち（『群像』2023年4月号、講談社）
- 旅する琵琶湖（『文學界』2024年10月号、文藝春秋）

#### 掌編小説
- ニュー・ナンバーズ（『文學界』2025年8月号、文藝春秋)

連載小説
- ホワイトスペース[34] - YOMBAN 読むバンダイビジュアル、2009年3月から12月まで月1回更新で連載。
- 中間小説集（Open Middleware Report、Vol.60 - 70、日立製作所情報・通信システム社総合プラットフォーム販売推進本部販売戦略部、2012年9月 - 2015年4月）
- 掌編小説《海に溺れて》 (『岩波データサイエンス』2015年10月-、岩波書店)

その他
- 「ポスドクからポストポスドクへ」『日本物理学会誌』第63巻第7号、日本物理学会、2008年7月、pp. 564-566。
- Yakushimaru Experiment 「Flying Tentacles」（2016年、朗読作品用の書き下ろしテキスト「タンパク質みたいに」）
- 「[0]だが、それはまだ、今ではない[1][2][3][4][5][6][7][8][9][10][11][12][13]」（エッセイ『S-Fマガジン』2020年6月号）

### 翻訳
- 『SF的な宇宙で安全に暮らすっていうこと』チャールズ・ユウ、早川書房 新☆ハヤカワ・SF・シリーズ 2014年6月
- 『これで駄目なら 若い君たちへ――卒業式講演集』カート・ヴォネガット、飛鳥新社 2016年1月
- 『怪談』小泉八雲、角川書店 2022年

### 絵本
- 『ねこがたいやきたべちゃった』[35]（2023年5月、合同会社アタシ社）
  - 絵：fancomi

### アニメ
- スペース☆ダンディ（2014年）
  - 第11話「お前をネバー思い出せないじゃんよ」（脚本）
  - 第24話「次元の違う話じゃんよ」（脚本・ゲストキャラクター原案）
- ゴジラ S.P ＜シンギュラポイント＞（2021年、シリーズ構成・SF考証・脚本）
- 攻殻機動隊 THE GHOST IN THE SHELL（2026年、シリーズ構成・脚本）